# Знищення або руйнування
Знищення або руйнування — митний режим, відповідно до якого товари, ввезені на митну територію України, знищуються під митним контролем чи приводяться у стан, який виключає їх використання, без справляння податків, установлених на імпорт, а також без застосування заходів нетарифного регулювання до товарів, що знищуються або руйнуються.
Знищення або руйнування товарів здійснюється за рахунок їх власника чи іншої заінтересованої особи.
Відходи (залишки), що утворилися в результаті знищення або руйнування товарів, мають бути поміщені у відповідний митний режим як товари, що ввезені на митну територію України і перебувають під митним контролем.